# Cynometra bourdillonii
Cynometra bourdillonii är en ärtväxtart som beskrevs av James Sykes Gamble. Cynometra bourdillonii ingår i släktet Cynometra, och familjen ärtväxter. IUCN kategoriserar arten globalt som starkt hotad. Inga underarter finns listade i Catalogue of Life.